# Guillermo Rojo
Guillermo Rojo Sánchez (La Coruña, 29 de marzo de 1947) es un lingüista español. Es catedrático de Lingüística española en la Universidad de Santiago de Compostela y miembro de la Real Academia Española.

## Biografía
Formado en la escuela de Emilio Alarcos, Rojo es especialista en teoría sintáctica del español y experto en Lingüística computacional. Desde 1970 imparte clases en la Universidad de Santiago de Compostela y, desde 1981, es catedrático de Lengua Española en esa universidad. Es uno de los máximos exponentes del funcionalismo lingüístico junto al también académico de la RAE Salvador Gutiérrez Ordóñez.
El 27 de enero de 2000 obtuvo el sillón (N) de la Real Academia Española (RAE) como miembro de número, sustituyendo al escritor Torcuato Luca de Tena, fallecido en 1999. Tomó posesión el 7 de octubre de 2001 y su discurso de ingreso trató sobre el lugar de la sintaxis en las primeras gramáticas de la Academia.
En la actualidad es director académico del Banco de Datos del Español y también coordinador científico de Lingüística del Centro Ramón Piñeiro de Investigación en Humanidades, dependiente de la Junta de Galicia.

## Obras
Ha publicado varios libros y artículos en revistas especializadas:
Libros
- Cláusulas y oraciones (1978)
- Aproximación a las actitudes lingüísticas del profesorado de E.G.B. en Galicia (1979)
- Aspectos básicos de sintaxis funcional (1983)
- El lenguaje, las lenguas y la lingüística (1986)

Artículos en revistas
- "La temporalidad verbal en español", en Verba: Anuario galego de filoloxia (1974)
- "Sobre la coordinación de adjetivos en la frase nominal y cuestiones conexas", en Verba: Anuario galego de filoloxia (1975)
- "La correlación temporal", en Verba: Anuario galego de filoloxia (1976)
- "Réplica a 'Nuevas observaciones sobre la coordinación en la frase nominal'", en Verba: Anuario galego de filoloxia (1976)
- "La función sintáctica como forma del significante", en Verba: Anuario galego de filoloxia (1979)
- "Conductas y actitudes lingüísticas en Galicia", en Revista española de lingüística (1981)
- "Evolución del concepto de función sintácticas de Martinet", en Verba: Anuario galego de filoloxia (1981)
- "En torno a las actitudes lingüísticas de los profesores de E.G.B. en Galicia", en Revista de educación (1981)
- "La situación lingüística gallega", en Revista de Occidente (1982)
- "En torno al concepto de articulación", en Verba: Anuario galego de filoloxia (1982)
- "Temporalidad y aspecto en el verbo español", en LEA: Lingüística española actual (1988)
- "La base de datos sintácticos del español actual", en Español actual: Revista de español vivo (1993)
- "Estado actual y perspectivas de los estudios gramaticales de orientación funcionalista aplicados al español", en Verba: Anuario galego de filoloxia (1994)
- "Veinticinco años de estudios sobre sintaxis del español (España)", en LEA: Lingüística española actual (2003)

Colaboraciones en otras obras
- "Aportaciones al estudio de la auxiliaridad", en Actas del cuarto Congreso Internacional de Hispanistas (1982)
- "Diglosia y tipos de diglosia", en Philologica hispaniensia : in honoren Manuel Alvar (1985)
- "Relaciones entre temporalidad y aspecto en el verbo español", en Tiempo y aspecto en español (1990)
- "Problemas lingüísticos e informáticos en los diccionarios de construcción y régimen", en Actas del Congreso de la Lengua Española: Sevilla, 7 al 10 octubre, 1992 (1994)
- "Sobre la distribución de las formas "llegara" y "llegase" en español actual", en Scripta philologica in memoriam Manuel Taboada Cid (1996)
- "El tiempo verbal: los tiempos simples", en Gramática descriptiva de la lengua española (1999)
- "La explotación de la Base de datos sintácticos del español actual (BDS)", en Gramática española : enseñanza e investigación (2001)
- "La frecuencia de los esquemas sintácticos clausales en español", en Lengua, variación y contexto: estudios dedicados a Humberto López Morales (2003)